# Defamation
Defamation (hebräisch: השמצה, Hashmatsa, dt. Diffamierung) ist ein israelisch-dänisch-österreichischer Dokumentarfilm von Yoav Shamir aus dem Jahr 2009. Der Film thematisiert gegenwärtige Erscheinungsformen des Antisemitismus und den Umgang damit. Shamir führte Regie, Kamera und ist Ich-Erzähler der Dokumentation.

## Handlung
Zu Beginn des Films stellt Shamir sich als israelischen Juden vor, der selbst noch nie Antisemitismus erfahren hat, wenngleich der Begriff überall in den Medien zu finden ist. Shamir beschließt mehr über das Phänomen erfahren zu wollen. Der Film folgt zwei Handlungssträngen. Im längeren Handlungsstrang widmet Shamir sich dem Phänomen des vor allem politisch und institutionellen Kampfes gegen Antisemitismus, der jüdischen Identitätsfrage und der Frage, ob der Antisemitismus als politische Waffe eingesetzt wird. Im zweiten, kürzeren Handlungsstrang reist Shamir mit einer israelischen Schulklasse auf eine Holocaust-Bildungsreise nach Polen.

### Erster Handlungsstrang
Für sein Vorhaben sucht Shamir die Nähe von Abraham Foxman, dem damaligen Leiter der Anti-Defamation League (ADL), der weltweit größten Organisation im Kampf gegen Antisemitismus. Foxman gewährt großzügig Einblick in die Arbeit und Strukturen der ADL. Shamir will einen konkreten Antisemitismus-Fall genauer verfolgen und stößt auf einen Fall in New York, bei dem der Schulbus einer jüdischen Schule von afroamerikanischen Kindern mit Steinen beworfen wurde. Der Vorfall ereignete sich in Crown Heights, einem Stadtteil von Brooklyn, in dem viele Juden und Afroamerikaner leben und das Zusammenleben beider ethnischen Gruppen mitunter von Konflikten beeinträchtigt ist. 1991 kam es zu den Crown Hights-Unruhen, bei denen zwei Menschen starben. Shamir befragt sowohl Juden als auch Afroamerikaner, wobei sich zeigt, dass es starke Vorurteile, Ressentiments und das Gefühl der Bevorzugung der Juden gibt. 
Shamir: „Jemand hat mir gesagt, wenn […] zwei auf der Straße laufen […] ein Jude und ein Schwarzer und jemand will sie ausrauben, dann wird er den Juden nehmen.“ – Afro-Amerikaner: „Falsch, sie nehmen den Schwarzen. Wenn du bei den Juden erwischt wirst, kriegst du eine höhere Strafe. […] Es geht um Bevorzugung. Sie werden von der Polizei besser behandelt. Wenn ich einen Streit mit einem Juden habe, dann geht die Polizei auf mich los, nie gegen die Juden […] Für sie (die Polizei) sind die Juden viel heiliger als wir.“
Dabei zeigen sich auch eindeutig antisemitische Vorstellungen bei den schwarzen Interviewpartnern, darunter der Glaube an die Protokolle der Weisen von Zion und eine jüdische Weltherrschaft. Daraufhin sucht Shamir das Gespräch mit Rabbi Shea Hecht, damaliger Menschenrechtsbeauftragter der Stadt New York und Vertreter der jüdischen Gemeinde. Hecht wehrt sich dagegen, viele vermeintlich antisemitische Vorfälle als tatsächlichen Antisemitismus zu klassifizieren. Weiter kritisiert er die ADL und zweifelt ihre Berichte an.
„Nicht jedes Mal, wenn jemand einen anderen als jüdischen Was-weiß-ich-was oder schwarzen Was-weiß-ich-was bezeichnet, heißt das, dass er ein echter Rassist ist oder es wirklich als Antisemitismus tut. Wenn fünf Verbrechen geschehen und fünfmal sind die Juden und Schwarzen involviert, warum soll das Antisemitismus sein?“
Shamir begleitet Abraham Foxham auf eine internationale Reise mit ausgewählten Spendern der ADL, wo sie unter anderem Staatsoberhäupter treffen. Die Reise führt sie unter anderem nach Italien, in den Vatikan, in die Ukraine zu einem Besuch der Schlucht des Massaker von Babyn Jar und einem Treffen mit Präsident Wiktor Juschtschenko, sowie nach Israel zu einem Treffen mit dem damaligen Minister für Antisemitismus-Angelegenheiten und späteren Staatspräsidenten Jitzchak Herzog. Während der Reise thematisiert Shamir, dass einige der Teilnehmer selbst säkulare Juden sind und für sie der Kampf gegen Antisemitismus zum Teil ihrer jüdischen, aber unreligiösen Identität wird. Dieses Phänomen unter säkularen Juden bestätigt ihm auch der chassidische Rabbi Yaakov Bleich.
In Chicago trifft Shamir den jüdisch-amerikanischen Publizisten Norman Finkelstein, Sohn von Holocaustüberlebenden, der in den 1990er-Jahren in seinem Buch „Die Holocaust-Industrie“ einem politisch-rechten jüdischen Establishment vorwarf, den Holocaust für eigene politische Zwecke zu missbrauchen. Finkelstein wurde für diese These scharf angegriffen und unter anderem als sich selbst hassender Jude und Holocaustleugner bezeichnet.
Shamir konfrontiert Foxman mit dem „neuen Antisemitismus“, der – so einige Juden – seine Ursache in der Politik Israels habe. Foxman lehnt diese These ab und sieht in der Kritik an Israel lediglich einen Versuch der Tarnung und Verschleierung, um den eigenen Antisemitismus zu rechtfertigen. Foxman verweist als Beispiel für vermeintlich getarnten Antisemitismus auf das 2006 erschienene Buch Die Israel-Lobby der Politikwissenschaftler John Mearsheimer und Stephen Walt, in dem die Autoren behaupten, dass es in den USA eine pro-israelische Lobby gibt, die Israels Politik selbst dann unterstützt, wenn sie gegen die Interessen der USA ist.
Shamir trifft Mearsheimer und Walt auf einer Veranstaltung in Israel, organisiert von der linken Friedensinitiative Peace Now unter ihrem damaligen Vorsitzenden Uri Avnery und konfrontiert diesen mit der Frage, ob es für Israel gut sei, die sogenannte Israel-Lobby hinter sich zu haben. Avnery erwidert, dass die Lobby nicht „die“ Israelis unterstütze, sondern die politische Rechte, insbesondere Benjamin Netanjahu oder sogar die extreme Rechte. Avnery bezweifelt, dass der Kampf der Lobby, etwa der ADL, tatsächlich gut für Israel sei, denn letztlich bekämpfe die Lobby nicht Antisemitismus, sondern Kritik an Israel, was zwei komplett verschiedene Dinge seien.

Shamir begleitet Foxman auf die Jahresversammlung der ADL, wo dieser Mearsheimers und Walts Buch verdammt, sowie auf eine zweitägige Konferenz im israelischen Außenministerium, auf der weitestgehende Einigkeit herrscht, dass es sich bei Israelkritikern in Wahrheit um gut getarnte Antisemiten handelt. Einziger Widerspruch kommt seitens des britischen Soziologen David Hirsh, der für seine Ansicht von den übrigen Konferenzteilnehmern scharf angegriffen wird.
„Wenn uns ein Außerirdischer hier hören könnte, würde er meinen, es gäbe absolut kein Problem im Westjordanland oder in Gaza. Dabei ist die Tatsache, dass immer noch Siedlungen gebaut werden und palästinensisches Land besetzt ist, einer der Gründe, warum Menschen auf der ganzen Welt zornig auf Israel sind. […] Diese Besetzung kann nicht aufrecht erhalten werden ohne Rassismus, ohne Gewalt und ohne die Demütigung der Menschen, deren Land man besetzt.“ – David Hirsh
Shamir nimmt die Erfahrungen der Konferenz zum Anlass für die These, dass es in der jüdischen Welt sehr schwierig sei, eine andere Meinung zu haben und diejenigen, die sie äußern, zum Schweigen gebracht werden. In Chicago konfrontiert er John Mearsheimer mit den Vorwürfen, ein Antisemit zu sein, was Mearsheimer verneint. Die Argumente in seinem Buch seien weder feindlich gegenüber Juden, noch gegenüber Israel als Staat. Letztlich sei man aber den Angriffen, Antisemit zu sein, nahezu schutzlos ausgeliefert.
Shamir trifft erneut Norman Finkelstein und konfrontiert ihn mit der Frage, warum man immer auf Israel herumhacken müsse, während man über Ungerechtigkeiten in anderen Teilen der Welt nicht rede. Finkelstein lehnt diese These ab, denn man höre stets von Unrecht in anderen Teilen der Welt, aber nur im Falle von Israel gäbe es für alles Rechtfertigungen. Finkelstein wiederholt seine These, dass der Holocaust in der Gegenwart als politische Waffe missbraucht werde. Das Leiden von damals werde als Totschlagargument genutzt, um die Palästinenser in der Gegenwart zu unterdrücken und zu demütigen. Auf die Frage, ob Finkelstein die israelischen Opfer nicht genauso leid täten wie die palästinensischen, vergleicht Fínkelstein diese mit den deutschen Toten im Zweiten Weltkrieg. Shamir resümiert, dass Finkelstein sein persönliches Trauma als Sohn Holocaustüberlebender ins Gegenteil verkehrt habe.

Zusammen mit Abraham Foxman und dem stellvertretenden israelischen Generalstabschef reist Shamir ins Konzentrationslager Auschwitz-Birkenau, wo Foxman als Kind den Holocaust überlebt hatte. Foxman hofft auf bessere Zeiten im Kampf gegen Antisemitismus.
„Ich bin diesen Weg (nach Auschwitz) schon einmal gegangen, voller Verzweiflung und Schmerz. Und jetzt gehe ich ihn und fühle die Stärke von 150 Offizieren der israelischen Armee hinter mir. Diesmal bin ich den Weg mit Stolz und Hoffnung gegangen – und mit Stärke.“

### Zweiter Handlungsstrang
In Israel begleitet Shamir eine israelische Schulklasse, die sich auf eine Holocaust-Bildungsreise nach Polen vorbereitet. Die 17- bis 18-jährigen Schüler widmen sich dem Thema mit historischen Filmaufnahmen, einem Besuch der Gedenkstätte Yad Vashem und Diskussionsrunden. Die Schüler haben erkennbar Schwierigkeiten zwischen den Ereignissen der Shoah und ihrer eigenen Geschichte einen Bogen zu spannen und wollen durch die Bildungsreise Erfahrungen sammeln und ihre Identität als Israelis und Juden stärken. Dabei werden die Schüler von einer Lehrerin mental darauf eingestimmt, dass Juden noch heute Hass und Antisemitismus ausgesetzt sind. 
„Das macht uns so besonders. Keiner kann uns leiden – und wir sind stolz darauf.“ – Schüler Yair – „So werden wir erzogen – wir wissen, dass wir gehasst werden. Wenn du als Kind schon weißt, dass du gehasst wirst und weißt, was damals im Holocaust mit deinen Vorfahren passiert ist, dann entwickelst du Wut auf die anderen. Leid, Wut, sogar Hass.“ – Schülerin Adi
Shamir reist mit der Schulklasse nach Polen, wo sie zunächst das Krakauer Ghetto und später das Konzentrations- und Vernichtungslager Lublin-Majdanek besuchen. Die Jugendlichen haben starke Schwierigkeiten sich in die Ereignisse hineinzufühlen, wobei sie gleichzeitig merken, dass sie als Nachfahren von Holocaustüberlebenden angesichts des Leid, dass ihre jüdischen Vorfahren zugefügt wurde, damit zu kämpfen haben, das Leid anderer anzuerkennen.
„Vielleicht ist das wirklich unser Problem: unsere Reizschwelle ist zu hoch. Wenn wir im Fernsehen sehen, wie die Häuser von Arabern in Flammen aufgehen oder von der Armee zerstört werden, sagen wir: Das ist doch nicht so schlimm – wir (Juden) haben Schlimmeres erlebt. […] Wenn ich es im Fernsehen sehe, macht es mir nicht viel aus. Ich sage mir: Na, und? Die Araber haben doch noch viele Häuser.“ – Schülerin Nofar.
Zuletzt besuchen die Schüler das Konzentrationslager Auschwitz-Birkenau, wo die Jugendlichen zutiefst erschüttert werden. Einer der Lehrer hinterfragt kritisch, ob die Fixierung auf die Vergangenheit – die starke Erinnerung an die Shoah – wirklich gut für das jüdische Volk sei.
„Wir leben mit dem Gefühl, dass der Tod immer bei uns ist. Ich weiß nicht, ob das für uns gut ist, oder nicht. […] Die Deutschen haben damit angefangen und wir halten es lebendig. Ich habe viel darüber nachgedacht, ob so etwas uns gut tut oder nicht, diese ganze Todesindustrie. Wir fixieren uns auf den Tod – deshalb wird nie ein normales Volk aus uns werden. Wir sehen immer nur den Tod und die Vergangenheit.“
Shamir kommt in den abschließenden Worten seines Filmes zu einer ähnlichen Meinung.
„[…] werde ich das Gefühl nicht los, dass die Betonung unserer Vergangenheit, so grauenvoll sie auch war, uns daran hindert vorwärts zu gehen.“

## Wissenswertes
Mit Ausnahme von John Mearsheimer und einer Gruppe Afroamerikaner in Crown Hights kommen ausschließlich Juden in den Interviews der Dokumentation zu Wort.
In einem Interview mit der Jerusalem Post erklärte Shamir, dass nach der Veröffentlichung des Films sowohl Abraham Foxman als auch Norman Finkelstein negativ auf ihn zu sprechen gewesen seien; Shamir interpretierte dies als den Beleg „einen guten Job gemacht“ zu haben.

## Kritiken
Shamirs Film wurde auf insgesamt 76 Filmfestivals gezeigt. Er war unter anderem 2009 für den Europäischen Filmpreis als bester Dokumentarfilm nominiert, und gewann den Asia Pacific Screen Award als beste Dokumentation.

In der Internet Movie Database kommt der Film auf eine Wertung von 7,4 von 10 Punkten bei über 1.800 abgegebenen Stimmen. Auf Rotten Tomatoes erhielt der Film eine Kritikerwertung von 81 Prozent und eine Publikumswertung von 76 Prozent.
„Dass Israelis den Film Defamation entweder lieben oder hassen – je nach politischer Couleur – , ist nur logisch. Und Abe Foxman […] wird Shamir wahrscheinlich nie wieder ein Interview geben.“ – Ayala Goldmann, Jüdische Allgemeine